# Cassino d'Alberi
Cassino d'Alberi è una frazione del comune italiano di Mulazzano.

## Storia
La località, piccolo borgo agricolo, fu attestata per la prima volta nel 1084.
In età napoleonica (1809-16) Cassino fu frazione di Mulazzano, recuperando l'autonomia con la costituzione del regno Lombardo-Veneto.
All'Unità d'Italia (1861) il paese contava 431 abitanti. Nel 1869 Cassino fu aggregata definitivamente a Mulazzano.

## Sport
Ha sede nella località la società di calcio S.S. Union Mulazzano, che ha disputato campionati dilettantistici regionali.